# Guerres càntabres
Les guerres càntabres van tenir lloc en temps d'Octavi August a Cantàbria, a la província Tarraconense, entre el 29 aC i el 19 aC.
L'Imperi Romà desitjava conquistar la Cornisa Cantàbrica, on existien mines de les quals n'interessava l'explotació, però els càntabres van defensar tenaçment la seva independència.
Els càntabres eren ferotges muntanyencs i bevedors de sang de cavall. El poble dels càntabres, al qual segurament estaven units les tribus dels vàrduls, caristis i autrígons, els seus pròxims parents i veïns geogràfics, va ser sempre hostil als romans. És en discussió si el seu idioma càntabre era preindoeuropeu o si tenia una forta influència cèltica. Eren un poble de gent rude, que suportaven tota mena de privacions i penalitats, i eren especialment bel·licosos fins al punt que, quan per ser massa ancians ja no podien combatre, se suïcidaven llançant-se des d'un precipici.
El 26 aC, Octavi August va estar a la zona, i amb la cooperació del seu amic Marc Vipsani Agripa (que va dirigir la flota que va operar a la costa cantàbrica) i la Legió I Germanica, la Legió II Augusta i la Legió IV Macedonica, va aconseguir sotmetre els càntabres el 25 aC. Va tornar després a Roma, després de la qual cosa els càntabres es van rebel·lar de nou (24 aC) i foren de nou vençuts; el 22 aC van tornar a aixecar-se en armes, i de nou el poder militar de Roma es va imposar en vèncer els darrers resistents en el Setge de Castro Medulio;¡ el 20 aC es van revoltar per última vegada: Agripa els va combatre i va posar fi a la rebel·lió a sang i foc.
Milers de presoners van ser condemnats a ser crucificats (els càntabres entonaven càntics guerrers fins que morien) i altres van ser venuts com a esclaus (però la majoria es van suïcidar).
El 19 aC tota la zona de Cantàbria va quedar sotmesa a Roma i pacificada.
Després de la submissió dels càntabres, i excepte una petita rebel·lió dels àsturs en temps de Neró i alguns altres incidents menors, res va tornar a torbar la pau de la província Tarraconense en tots els segles I i II.